# 別列然卡 (特羅斯佳涅齊區)
48°23′27″N 29°11′27″E / 48.39083°N 29.19083°E
別列然卡（烏克蘭語：Бережанка），是烏克蘭的村落，位於該國西南部文尼察州，由海辛區負責管轄，始建於1506年，面積1.28平方公里，海拔高度192米，2001年人口540。